# مورغا

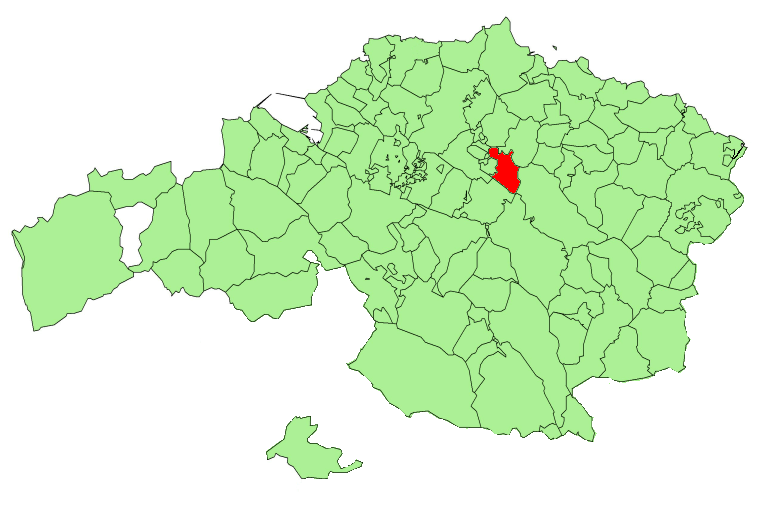
موقع البلدية

بلدية مورغا (بالإسبانية: Morga)‏ هي بلدية تقع في مقاطعة بيسكاي, التي تقع في منطقة الباسك شمالي إسبانيا.

## وصلات خارجية
- (بالإسبانية)